# Монморанси
Монморанси (фр. Montmorency) град је у Француској, у департману Долина Оазе.
По подацима из 1999. године број становника у месту је био 20.599.

## Демографија
| 1962.  | 1968.  | 1975.  | 1982.  | 1990.  | 1999.  | 2011.  |
| ------ | ------ | ------ | ------ | ------ | ------ | ------ |
| 16.369 | 18.691 | 20.860 | 20.798 | 20.920 | 20.599 | 20.945 |

## Партнерски градови
- Кел